# Team Penske

Team Penske

Team Penske (ehemals Penske Racing) ist der Automobil-Rennstall des US-amerikanischen Unternehmers Roger Penske. Das Team tritt seit 1967 in den unterschiedlichsten Rennklassen an. Es ist hauptsächlich in der IndyCar Series und in der NASCAR Cup Series aktiv. Außerdem tritt es ab 2023 als Porsche Penske Motorsport in der IMSA WeatherTech SportsCar Championship und der FIA-Langstrecken-Weltmeisterschaft an. Das Team Penske hat Stand 2023 über 600 Rennen und über 40 nationale Meisterschaften gewonnen. Hinzu kommen 19 Siege beim Indianapolis 500, drei beim Daytona 500, zwei beim 24-Stunden-Rennen von Daytona, sowie jeweils einen Sieg bei dem 12-Stunden-Rennen von Sebring, beim Bathurst 1000 und ein Formel-1-Sieg.

## Indy Car

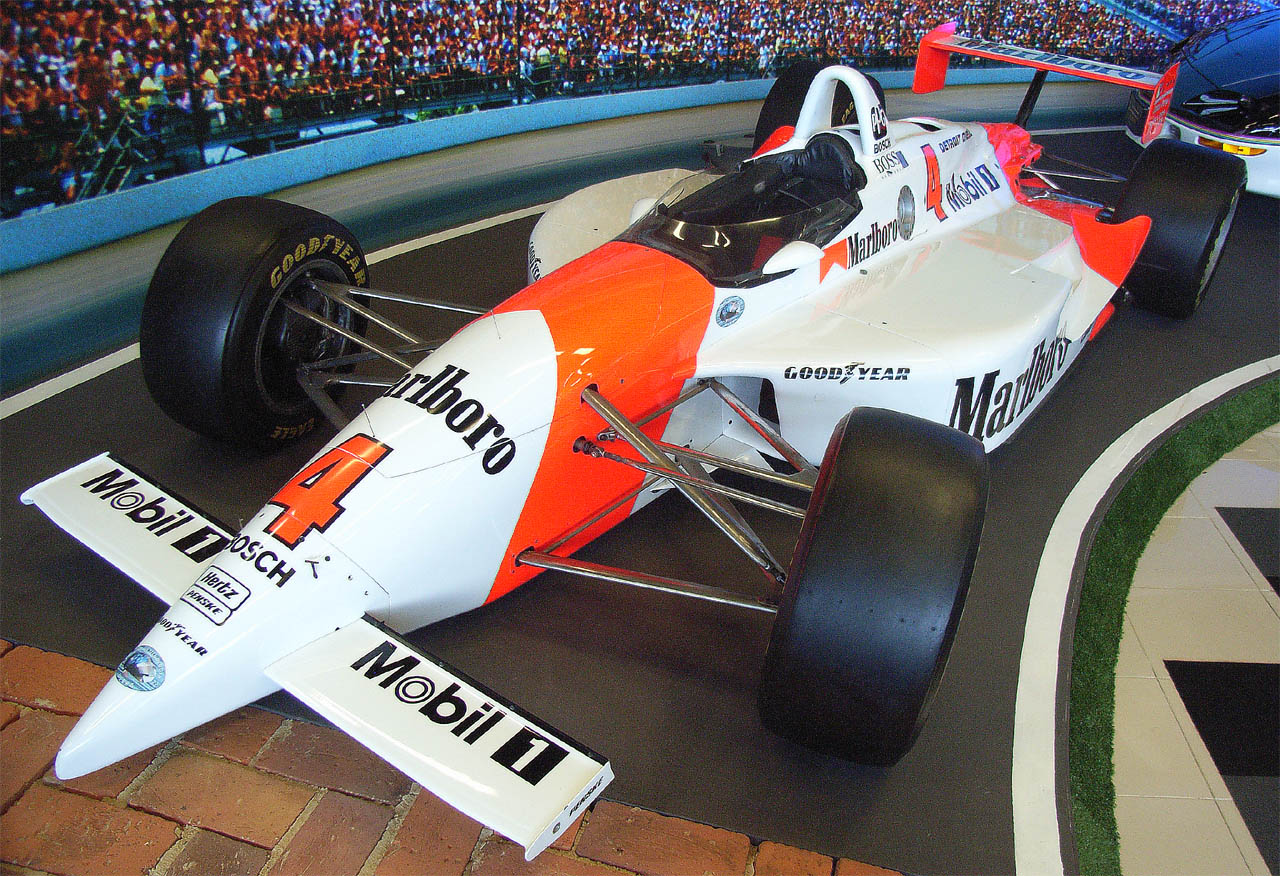
Penske PC-22, Indianapolis-500-Sieger 1993

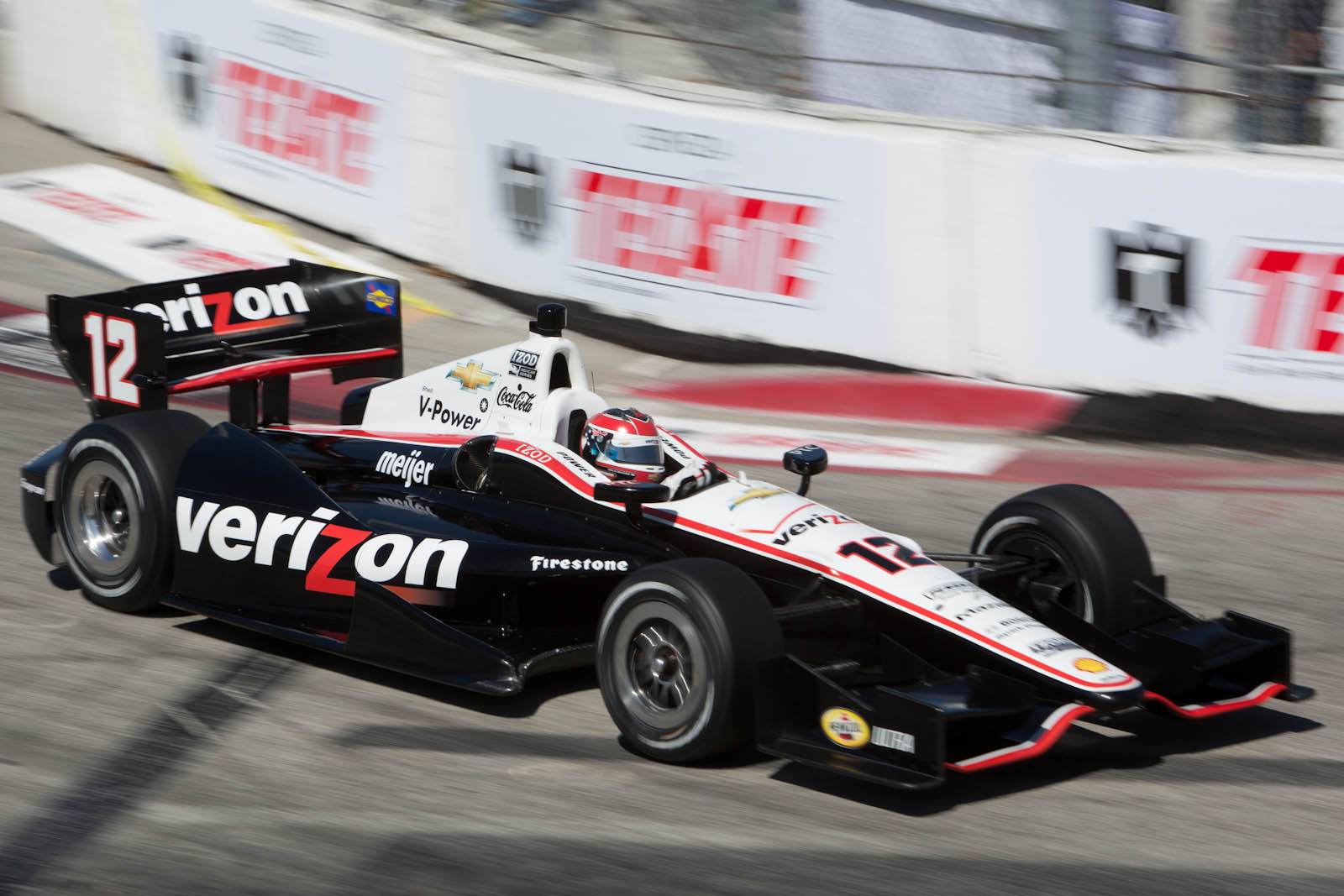
Will Power im DW12, 2012

In der Saison 2023 werden in der IndyCar Series drei Fahrzeuge eingesetzt, die von Will Power, Josef Newgarden und Scott McLaughlin gefahren werden.
Die ersten Indy-Car-Rennen bestritt Team Penske im Jahr 1968 mit dem Fahrer Mark Donohue. Der erste Start beim Indianapolis 500 fand 1969 statt. Drei Jahre später, 1972, holte Mark Donohue den ersten Sieg für Penske in dem berühmten 500-Meilen-Rennen.
Nach drei Jahren mit Sportwageneinsätzen stieg das Team 1968 in die USAC-Meisterschaft, die damalige IndyCar-Serie, ein. Mit Mark Donohue nahm man in einem Eagle an zwei Straßenrennen teil. Im folgenden Jahr nahm das Team erstmals am Indy 500 teil. Donohue sicherte sich mit einem siebten Platz den Titel „Rookie of the Year“. 1971 gelang der erste Sieg. Donohue gewann das Pocono 500. Zwei Wochen später siegte Donohue erneut. 1972 holte Mark Donohue den ersten Sieg für Penske in dem berühmten Indianapolis-500-Meilen-Rennen. Man setzte einen McLaren M16B ein, mit dem auch das Werksteam startete. Es war der erste von drei McLaren-Siegen in Indianapolis.
1978 gründete Roger Penske zusammen mit anderen Teambesitzern wie Pat Patrick und Dan Gurney die Rennsportorganisation CART. Rick Mears startete bei seinen vier Indianapolis-500-Siegen immer für Penske gewann drei IndyCar-Titel in dieser Zeit.
Die bisher erfolgreichste Saison für Penske in dieser Rennserie war 1994, als mit dem Ilmor-Motor und den Fahrern Al Unser jr., Paul Tracy und Emerson Fittipaldi zwölf von 16 Rennen gewonnen werden konnten.
Penske-Fahrer gewannen 19 mal das Indianapolis 500 und 16 mal eine Indy-Car-Meisterschaft.

### Indy-500-Sieger mit Penske Racing
| 1972 | Mark Donohue       |
| 1979 | Rick Mears         |
| 1981 | Bobby Unser        |
| 1984 | Rick Mears         |
| 1985 | Danny Sullivan     |
| 1987 | Al Unser           |
| 1988 | Rick Mears         |
| 1991 | Rick Mears         |
| 1993 | Emerson Fittipaldi |
| 1994 | Al Unser jr.       |

| 2001 | Hélio Castroneves  |
| 2002 | Hélio Castroneves  |
| 2003 | Gil de Ferran      |
| 2006 | Sam Hornish jr.    |
| 2009 | Hélio Castroneves  |
| 2015 | Juan Pablo Montoya |
| 2018 | Will Power         |
| 2019 | Simon Pagenaud     |
| 2023 | Josef Newgarden    |
| 2024 | Josef Newgarden    |

## NASCAR

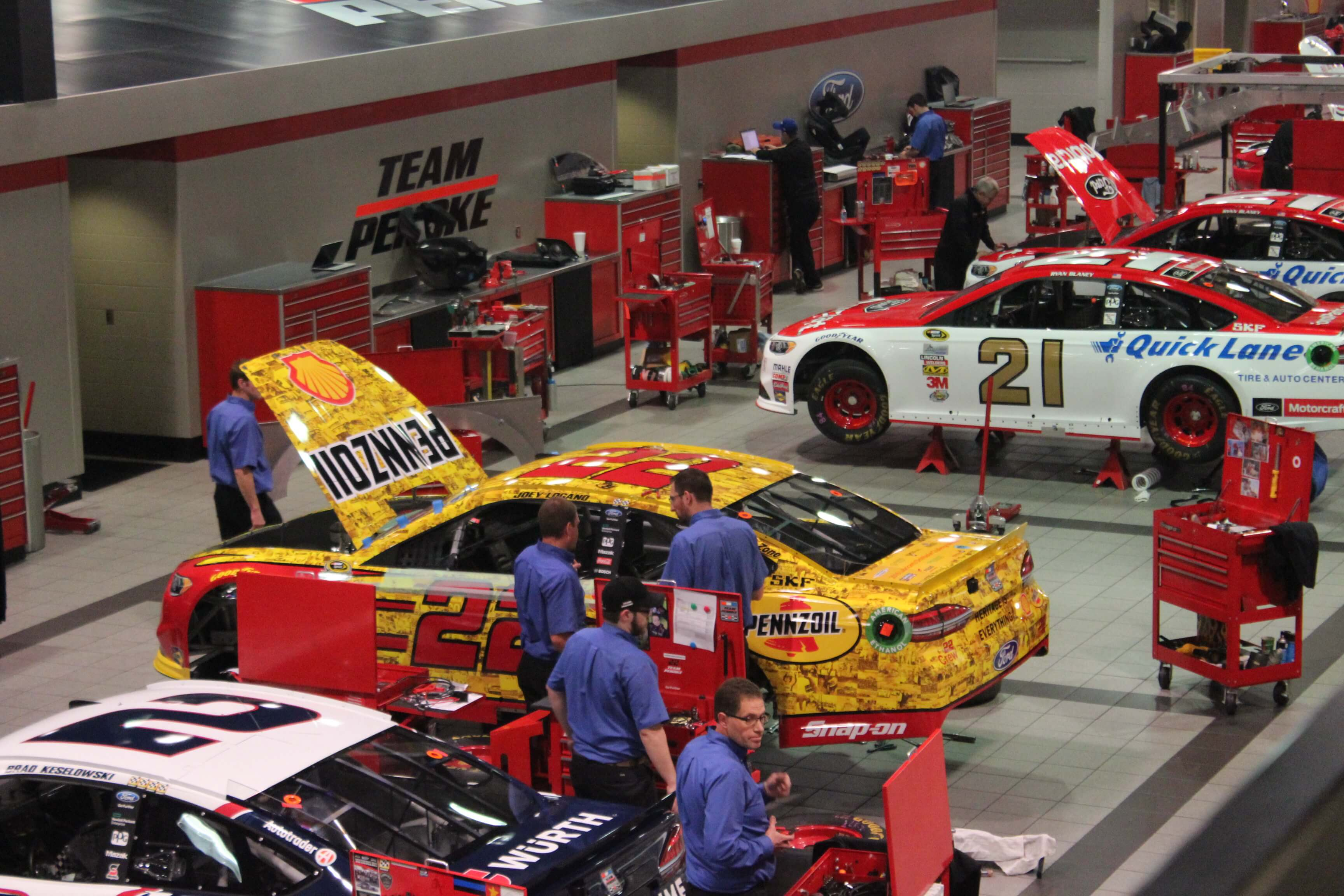
Das NASCAR Cup Series-Fahrzeug von Logano wird für ein Rennen vorbereitet

1972 trat Penske Racing mit Mark Donohue am Riverside International Raceway erstmals in der NASCAR an. Es folgten einige Jahre lang nur sporadische Einsätze in dieser Meisterschaft, bis Bobby Allison 1976 erstmals eine komplette Saison bestritt und den vierten Rang belegte. 1980 zog sich das Team für elf Jahre aus der NASCAR zurück und kam 1991 mit Rusty Wallace zurück. Wallace gewann bis zu seinem Rücktritt 2005 37 Rennen für Penske, aber nicht den Titel.
1998 fusionierte Mike Kranefuss NASCAR-Team mit Penske Racing. Fahrer des Wagens mit der Nummer 12 war Jeremy Mayfield. 2000 übernahm Penske den Wagen komplett von Kranefuss und ersetzte Mayfield 2001 durch Mike Wallace, den jüngeren Bruder Rustys. Mit Beginn der Saison 2002 übernahm Ryan Newman das Cockpit. Newman gewann 2008 für Penske das prestigeträchtige Daytona 500. Am Ende der Saison 2008 verließ er das Team. Brad Keselowski, der 2012 die Meisterschaft gewann, fuhr bis 2021 für Penske in der NASCAR Cup Series und wechselte dann zu RFK Racing. Neben Joey Logano, welcher 2018 und 2022 in der #22 den Titel holte, fahren aktuell Ryan Blaney (#12, Titel 2023) und Austin Cindric in der #2 für Penske. In der NASCAR Xfinity Series wurden bis 2021 verschiedene Fahrer in verschiedenen Startnummern eingesetzt, ehe dieses Programm zugunsten des Cups und der IMSA WeatherTech SportsCar Championship sowie der FIA World Endurance Championship (WEC) eingestellt wurde. Zusätzlich werden die Cup-Series-Teams Wood Brothers Racing und Front Row Motorsports von Penske technisch unterstützt.
| Jahr | Fahrer          |
| ---- | --------------- |
| 2012 | Brad Keselowski |
| 2018 | Joey Logano     |
| 2022 | Joey Logano     |
| 2023 | Ryan Blaney     |

## Trans-Am
1967 startete Penske Racing mit einem Chevrolet Camaro und Mark Donohue am Steuer erstmals in der Trans-Am-Serie. Später wechselte man auf einen AMC Javelin, mit dem die Meisterschaft gewonnen werden konnte.

## CanAm

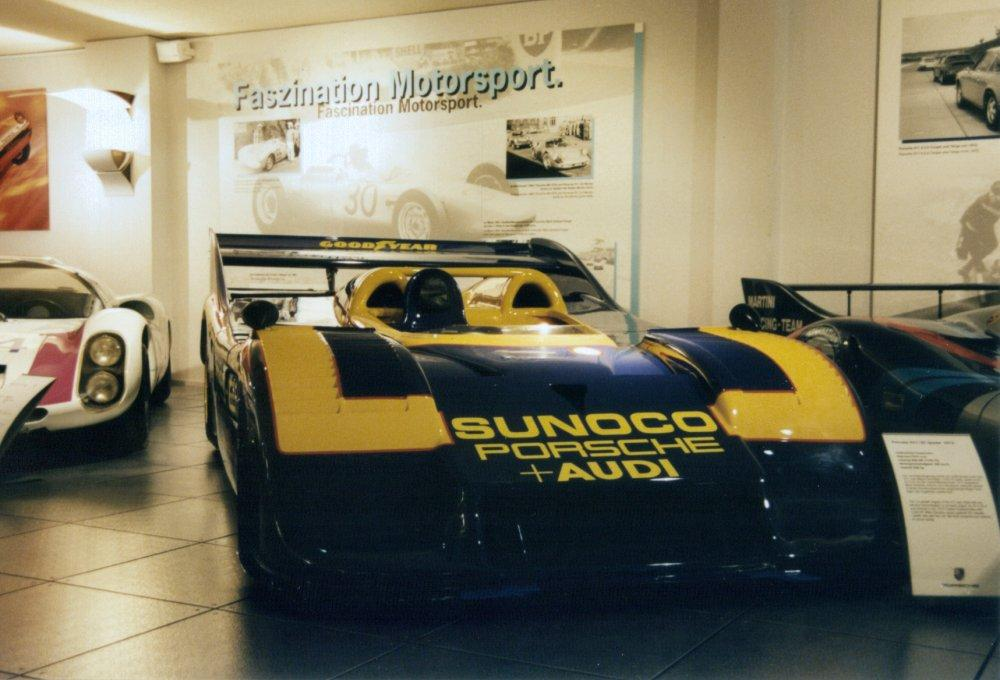
Ein Porsche 917/30 im Porsche-Museum

Von 1972 bis 1974 war Penske offizieller Partner von Porsche in der CanAm-Serie. 1972 gewann George Follmer und 1973 Mark Donohue mit einem Porsche 917 die Meisterschaft. Nach einer Regeländerung bestritt Penske 1974 nur ein Rennen und zog sich dann zurück.

## Langstreckenrennen
Mit einem Lola T70 Mk IIIb gewann Penske Racing 1969 die 24 Stunden von Daytona. 1971 setzte Penske einen selbst weiterentwickelten Ferrari 512M bei den Langstreckenrennen von Sebring, Daytona und Le Mans ein.

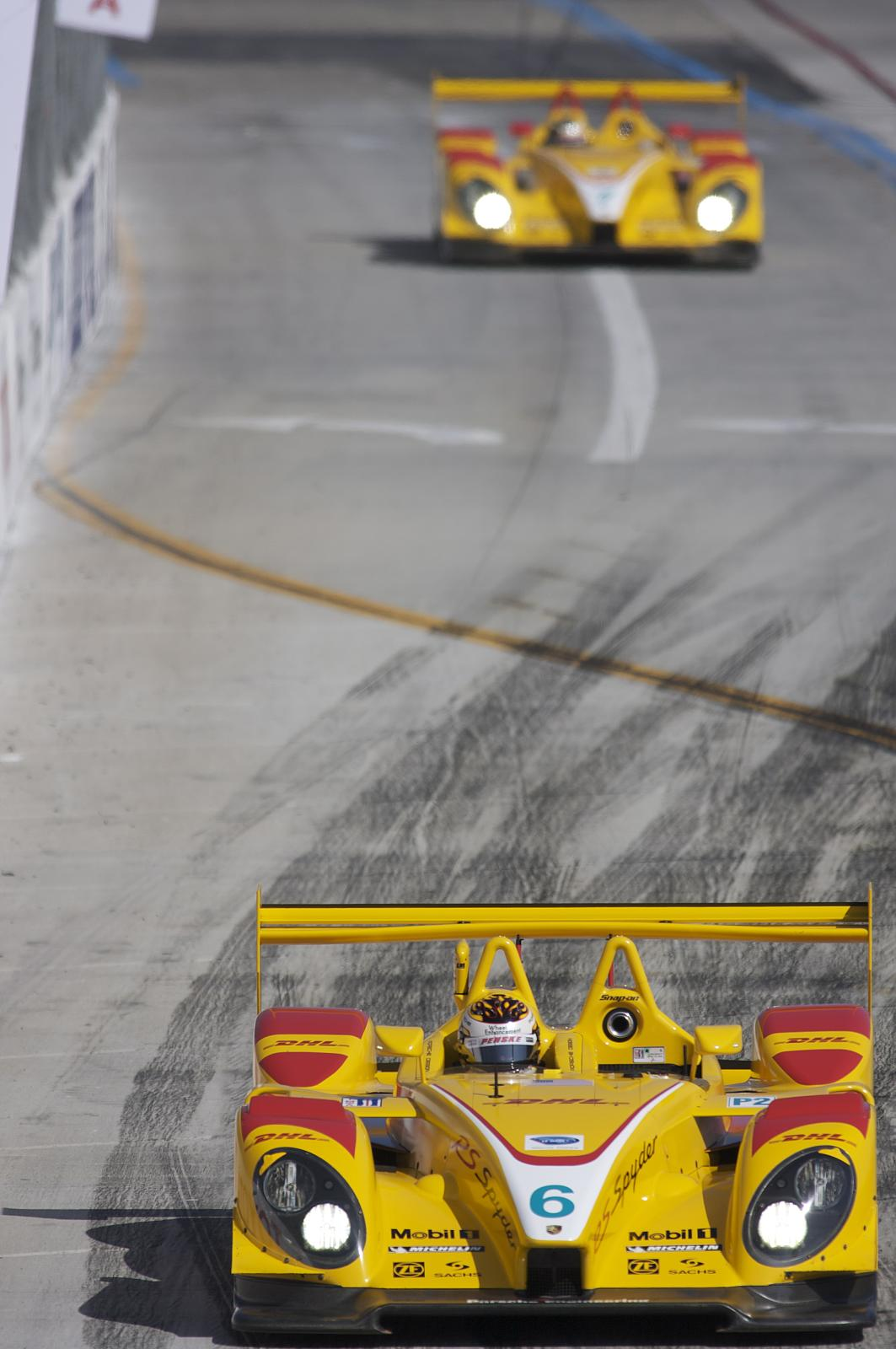
Beide Penske Porsche RS Spyder 2008 in Long Beach

Beim letzten Rennen der Saison 2005 in Laguna Seca debütierte Penske Racing mit einem Porsche RS Spyder und den Fahrern Sascha Maassen und Lucas Luhr mit einem Sieg in der LMP2-Klasse der American Le Mans Series. Von 2006 bis 2008 setzte Penske jeweils zwei Spyder in dieser Serie ein. 2006 gewannen Maassen und Luhr die Fahrermeisterschaft der LMP2-Klasse, während der Titel 2007 und 2008 an die Teamkollegen Timo Bernhard und Romain Dumas ging.
2021 wurde bekanntgegeben, dass das Team Penske ab 2022 das Einsatzteam der Porsche-LMDh-Prototypen vom Typ 963 wird. Durch den mehrjährigen Vertrag wird das Team die Fahrzeuge in der FIA-Langstrecken-Weltmeisterschaft und der IMSA WeatherTech SportsCar Championship einsetzen.

## Formel 1
Penske Racing war auch von 1974 bis 1976 mit einem Team in der Formel 1 aktiv. Außer einem Sieg beim Großen Preis von Österreich 1976 konnte man aber nicht viele Erfolge verbuchen. 1977 kaufte Günter Schmid das Team und setzte im ersten Einsatzjahr die Penske-Chassis für sein neues Team ATS ein.

## Ergebnisse

### Siege in der Sportwagen-Weltmeisterschaft
| Jahr | Rennen                        | Fahrzeug         | Fahrer 1     | Fahrer 2      | Fahrer 3    | Fahrer 4        |
| ---- | ----------------------------- | ---------------- | ------------ | ------------- | ----------- | --------------- |
| 1969 | 24-Stunden-Rennen von Daytona | Lola T70 Mk.IIIB | Mark Donohue | Chuck Parsons |             |                 |
| 2024 | 24-Stunden-Rennen von Daytona | Porsche 963      | Dane Cameron | Matt Campbell | Felipe Nasr | Josef Newgarden |